# Varvažov
Varvažov je obec v okrese Písek v Jihočeském kraji. Žije v něm 186 obyvatel.

## Historie
První písemná zmínka o vesnici pochází z roku 1387. Obec byla majetkem řádu rytířů svatého Jana Jeruzalémského a byla spravována ze Strakonic. Ze středověkého řádového dvorce s kostelíkem vznikla později tvrz a posléze zámek. Okolo renesančního zámku byl postupně přistavěn rozsáhlý hospodářský dvůr.
Prvotní zástavba vesnice okolo návsi se postupně rozšířila díky chalupnické výstavbě na část okolo říčky Skalice. Tato část obce se nazývá U mostu. Majetkem církve zůstala obec až do doby prodeje v roce 1847, kdy byla prodána rodu Schwarzenbergů a byla jimi připojena k čimelickému panství. V jejich držení byla až do roku 1948.
V roce 1921 ve Varvažově stálo 112 domů a žilo zde 637 obyvatel.

## Obyvatelstvo
| Rok            | 1869  | 1880  | 1890  | 1900  | 1910  | 1921  | 1930 | 1950 | 1961 | 1970 | 1980 | 1991 | 2001 | 2011 | 2021 |
| -------------- | ----- | ----- | ----- | ----- | ----- | ----- | ---- | ---- | ---- | ---- | ---- | ---- | ---- | ---- | ---- |
| Počet obyvatel | 1 511 | 1 459 | 1 361 | 1 192 | 1 049 | 1 044 | 903  | 591  | 580  | 485  | 311  | 228  | 176  | 187  | 192  |
| Počet domů     | 188   | 190   | 194   | 186   | 175   | 174   | 187  | 186  | 157  | 151  | 119  | 155  | 191  | 206  | 207  |

## Obecní správa
Mezi lety 1850–1960 byl Varvažov obcí v okrese Písek. V letech 1960–1990 patřil jako část obce k Smetanově Lhotě a od 24. listopadu 1990 je opět samostatnou obcí.

### Místní části
Obec Varvažov se skládá ze tří částí, které leží na dvou katastrálních územích.
- Štědronín-Plazy (leží v k. ú. Zbonín)
- Varvažov (i název k. ú.)
- Zbonín (i název k. ú.)

V letech 1850–1870 k obci patřily i Dolní Ostrovec a Horní Ostrovec a v letech 1850–1879 také Karlov, Laziště a Vrábsko.

### Obecní symboly
Znak a vlajka byly obci uděleny rozhodnutím předsedy Poslanecké sněmovny Parlamentu České republiky dne 2. července 2024.

## Pamětihodnosti
Východní část Varvažova, kterou tvoří pozdně barokní zámek a zástavba v sousedství, byla roku 1995 vyhlášena vesnickou památkovou zónou:
- Barokní zámek Varvažov se nachází v těsném sousedství kostela svaté Kateřiny. Dříve sloužil jako letní rezidence johanitů a byl postavený v 18. století velkopřevorem hrabětem Emanuelem Václavem Krakowským z Kolowrat na základech středověké tvrze a poblíž původního starého zámku. Okolo zámku se nacházejí hospodářská a obytná stavení. Součástí zámku býval i pivovar. V 19. století sloužil zámek jako škola. Okolo zámku je zahrada, která je obehnaná kamennou zdí.
- Kaple svaté Kateřiny – raně gotická kaple je nejstarší památkou a dominantou v obci. Je součástí kulturní památky zámek Varvažov.[10] Nachází se na návsi. Klenba presbyteria je z druhé poloviny 13. století. Roku 1600 byla provedena přístavba. Barokní přestavba se uskutečnila v roce 1718.

- Usedlosti na návsi v klasicistním slohu (zejména čp. 10 – se špýchárkem, nebo čp. 7). U usedlosti čp. 10 se u ohradní zdi s bránou nachází výklenková kaple.[11]

Další památky:
- Výklenková kaple zasvěcená svatému Janu Křtiteli se zajímavě řešenou stříškou se nachází u silnice, která spojuje obě části obce. Uvnitř je tento nápis: Památce V. A. STEINBACHA děkana ve Varvažově.[11]
- Další kaple z roku 1893 se nachází v dolní části obce a je zčásti zastavěná do ohradní zdi stavení. K této kapli se váže pověst, že byla postavena jako projev díků za uzdravení nemocného synka sedláka ze statku.[12]
- Další výklenková kaple se nachází poblíž návsi, přímo u silnice.[11]
- Výklenková kaple se nachází nad Bártíků mlýnem na kraji louky u cesty do Podelhoty.[11]
- Hřbitovní kaple na místním hřbitovu pochází z 20. století. Před touto kaplí je kamenný kříž.
- Barokní kamenný most přes řeku Skalici s barokní výklenkovou kapličkou, která je zasvěcena svatému Janu Nepomuckému.[12]
- U Mostu – soubor roubených domů (čp. 127 došková střecha).
- Varvažovský mlýn – pozdně klasicistní patrový mlýn z 19. století s neobvykle řešeným průčelím se nachází v údolí říčky.

## Osobnosti
- Josef Bílý (1872–1941), generál a velitel Obrany národa

## Varvažov ve filmu
- Plavecký mariáš (1952)
- Střílej oběma rukama (1976)
- Proč nevěřit na zázraky (1977)
- O zatoulané princezně (1987)
- Je třeba zabít Sekala (1998)
- Stříbrná paruka (2001)

## Galerie

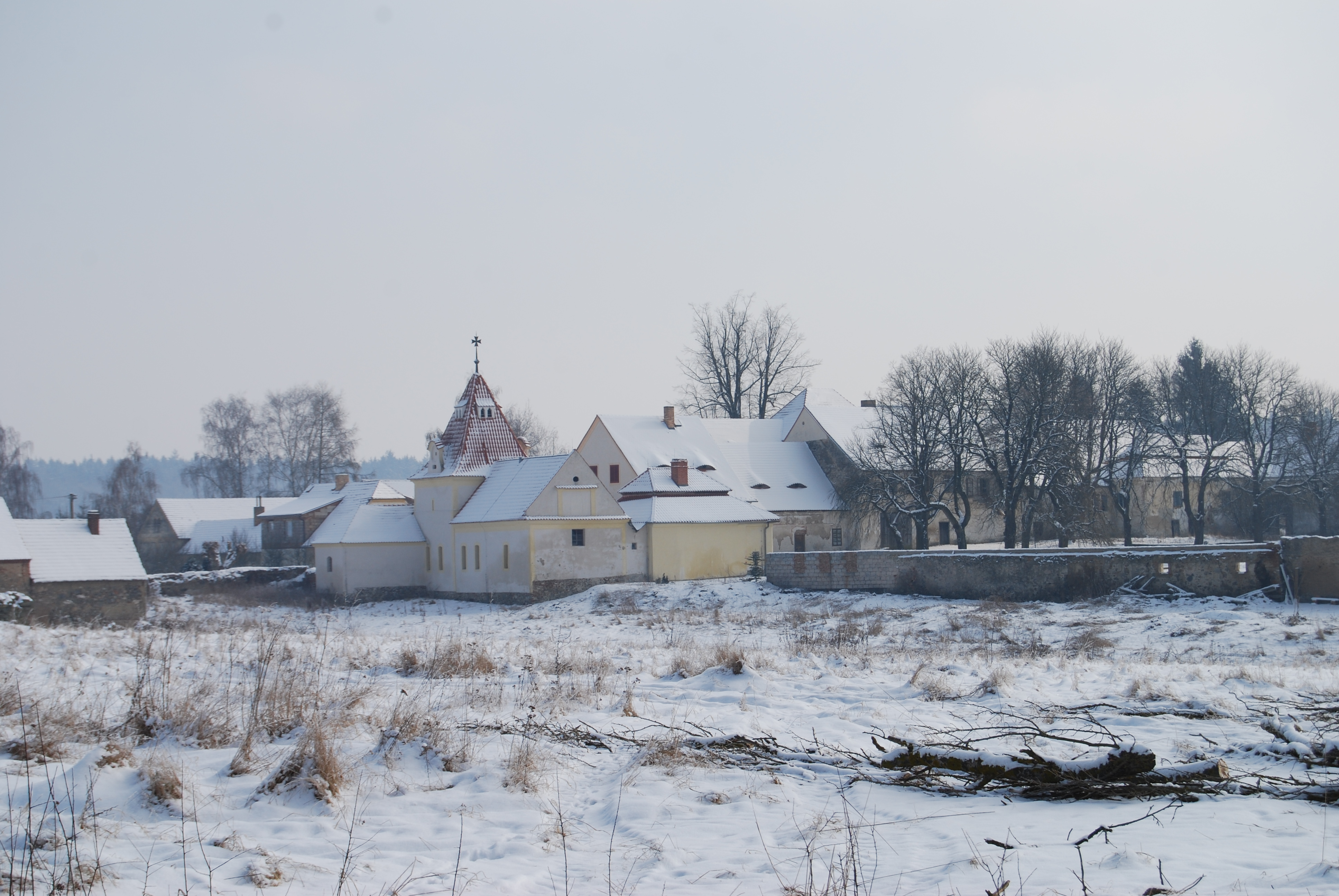
Pohled na zadní část zámeckého areálu s kostelem
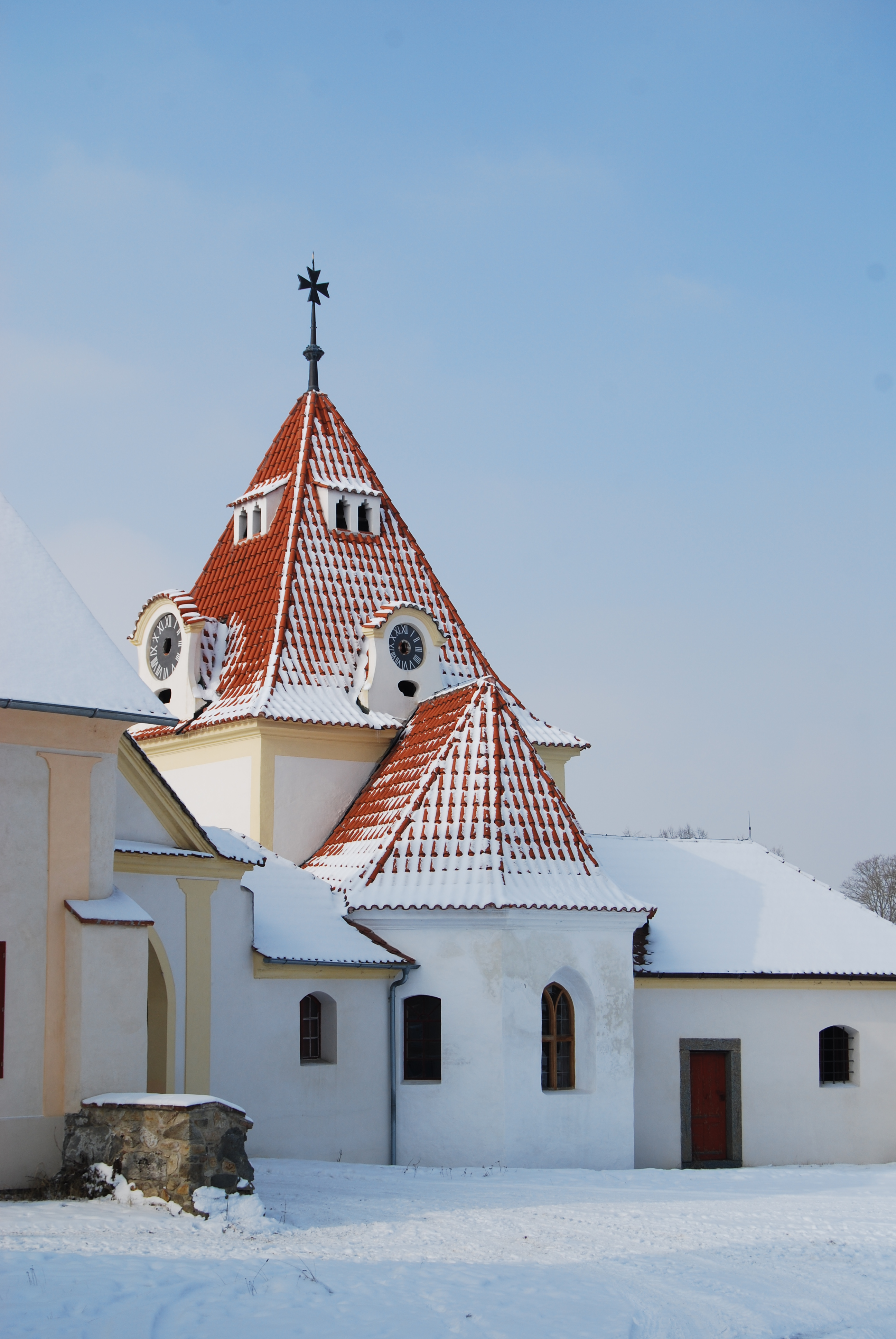
Kostel svaté Kateřiny
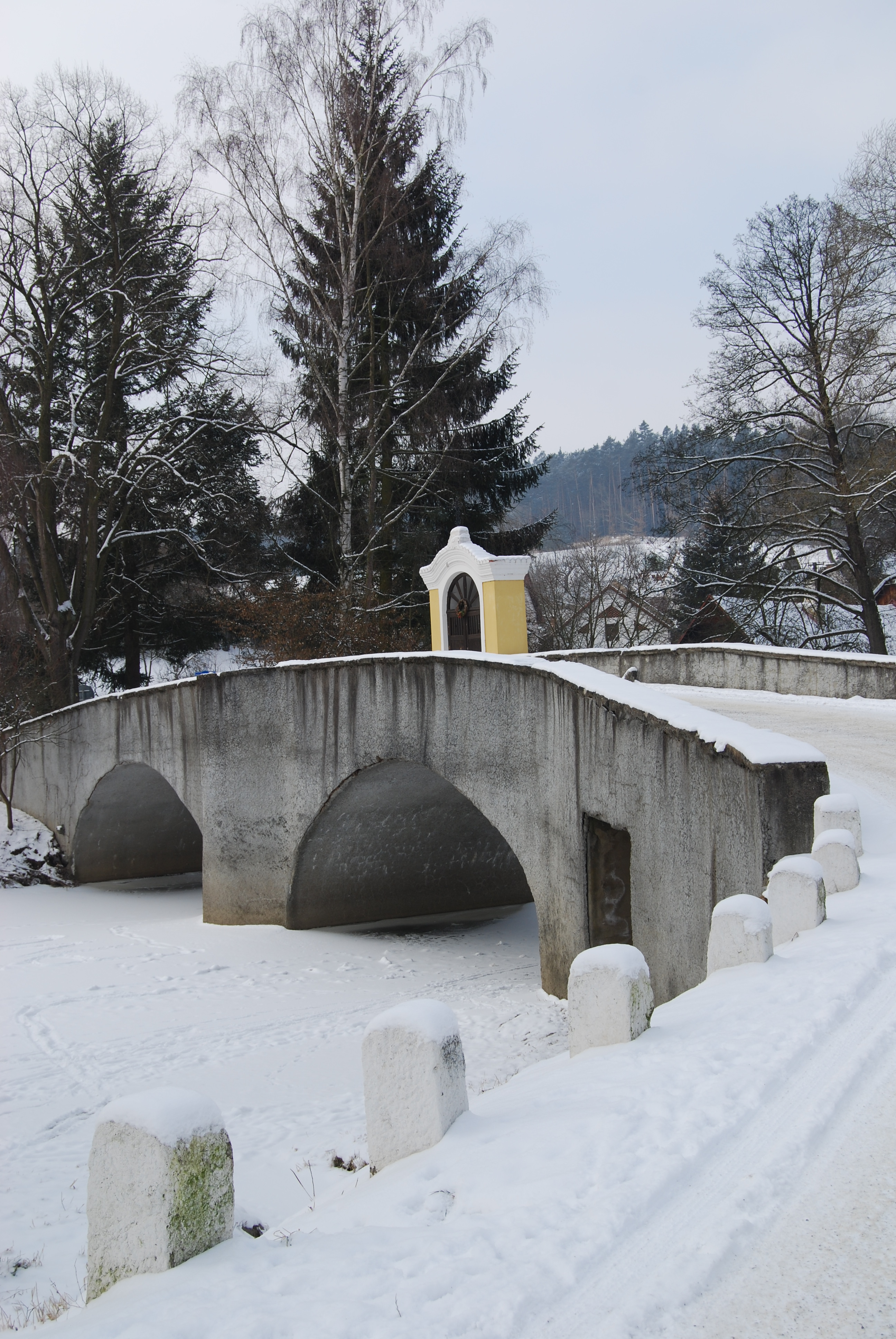
Barokní kamenný most s kaplí svatého Jana Nepomuckého
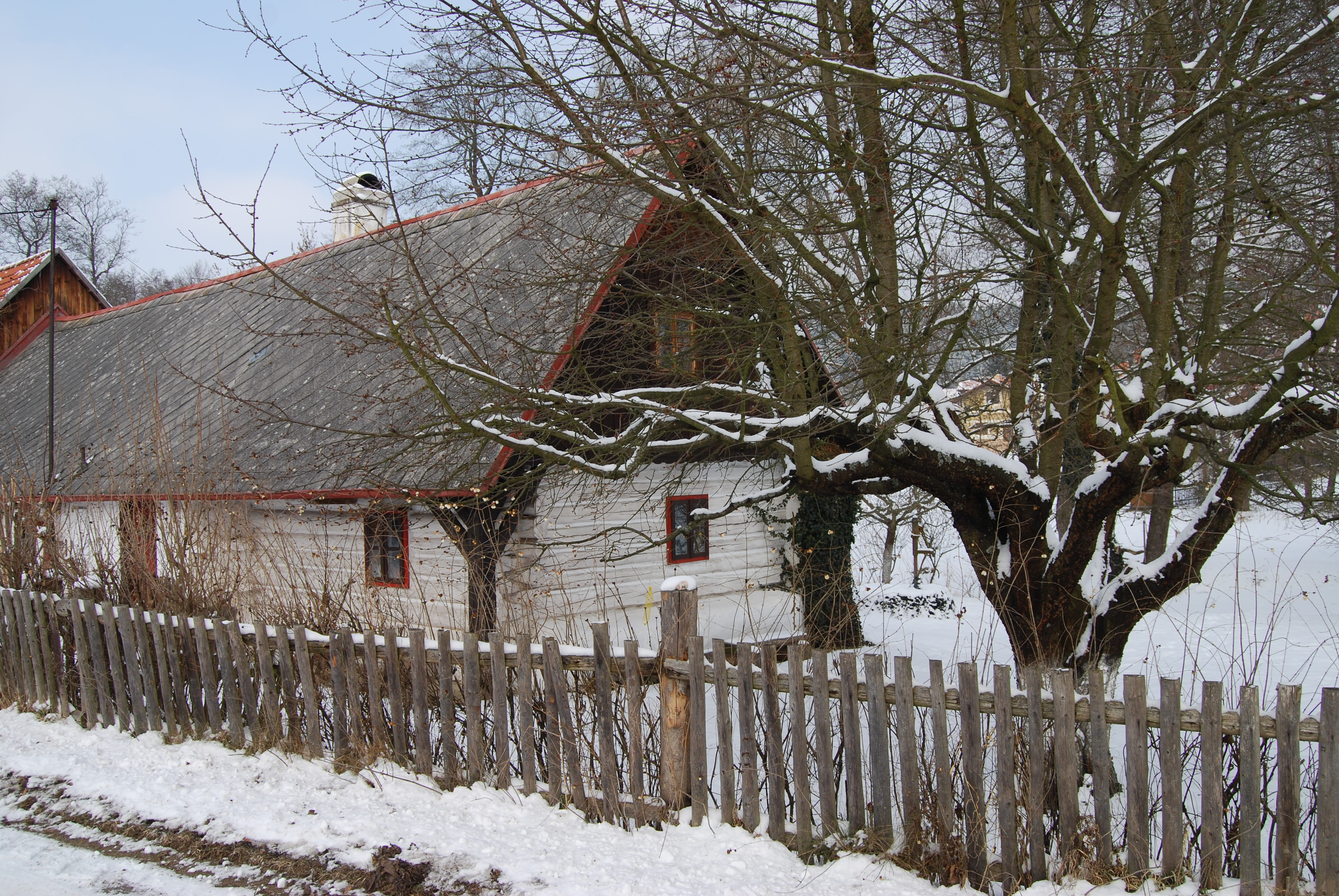
Usedlost v části obce U Mostu
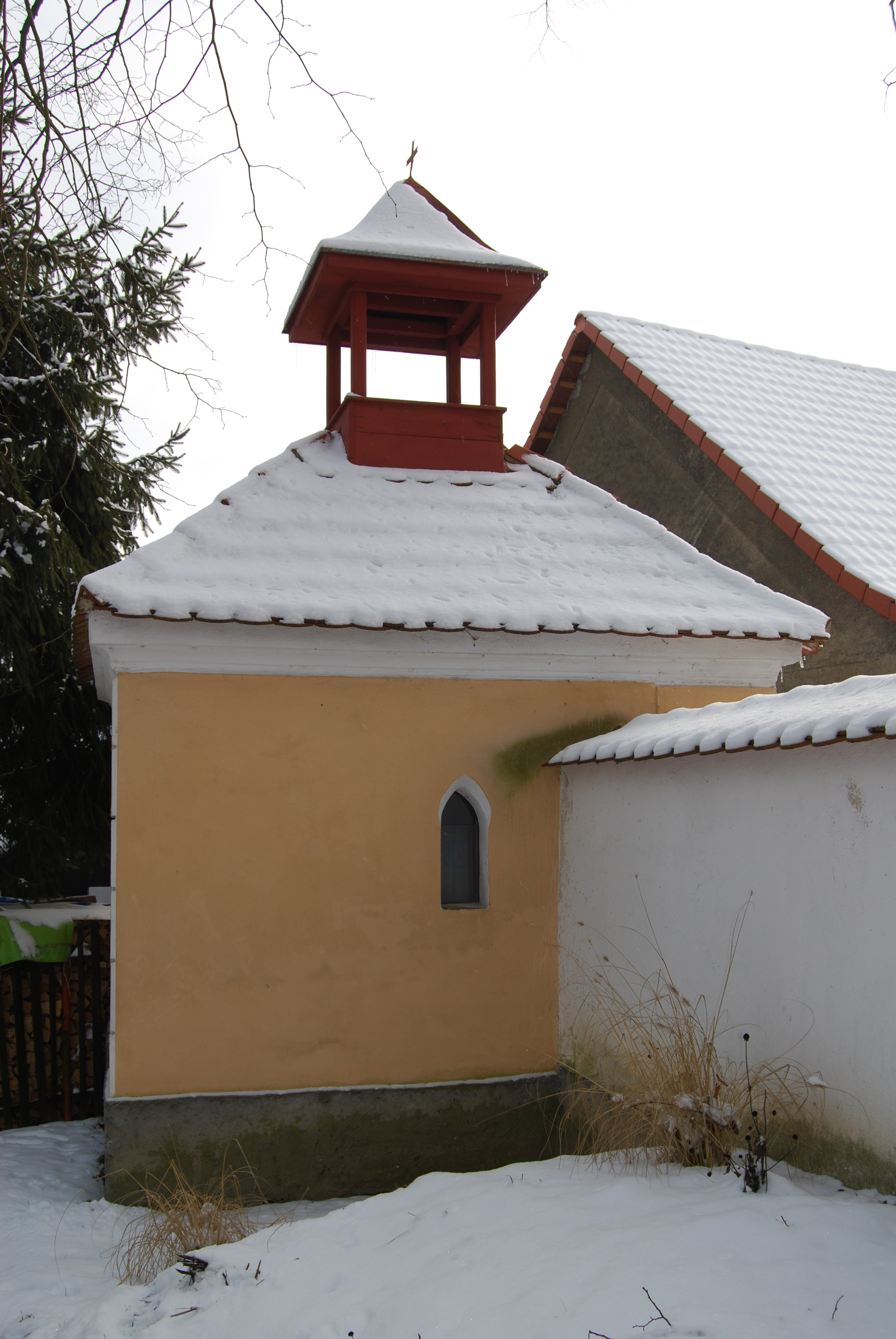
Kaple postavená zčásti v terasu usedlosti
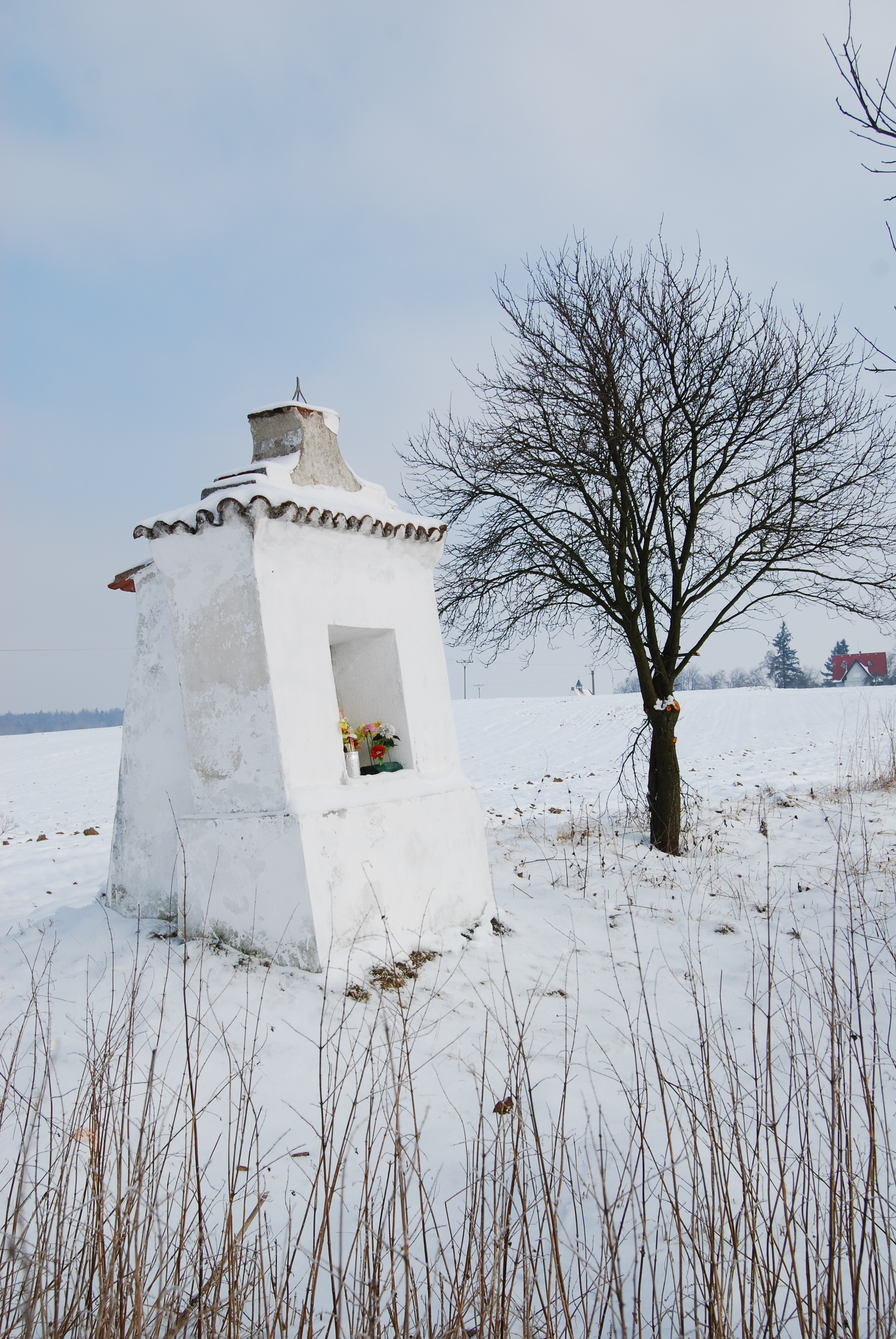
Výklenková kaple svatého Jana Křtitele